# جیم یسائیان
جیم یسائیان (انگلیسی: Jim Essian؛ زادهٔ ۲ ژانویهٔ ۱۹۵۱) بازیکن بیس‌بال بازنشسته در پست Catcher و مربی ارمنی‌تبار اهل ایالات متحده آمریکا است که در لیگ برتر بیسبال آمریکا بازی می‌کرد. وی از سال ۱۹۷۳ میلادی تاکنون مشغول فعالیت ورزشی بوده‌است.

## زندگی شخصی
وی در ۲ ژانویه ۱۹۵۱ در دیترویت به دنیا آمد.

## باشگاهی
از تیم‌هایی که وی در آن بازی کرده‌است می‌توان به فیلادلفا فیلیس, شیکاگو وایت ساکس, اوکلند اتلتیکس, شیکاگو وایت ساکس, سیاتل مارینز, کلیولند ایندیانز و اوکلند اتلتیکس اشاره کرد.